# 沱沱河
沱沱河又称托托河，曾被认为是长江的源头，經多年驗證測量与定义後，發現當曲才是長江正源。它发源于唐古拉山脉主峰格拉丹冬西南侧姜根迪如冰川，冰川海拔在5,500米以上。在源头附近的海拔6,000米以上的雪峰共有二十余座，雪线高达5,800米。河长358千米，流域面积17,000平方千米，年均流量32立方米每秒。
沱沱河从姜根迪如冰川发源后首先向北流，并汇聚其它冰川小溪，在上流处山地里形成一些相当深的河谷，部分地方可以达20米深。在葫芦湖附近它开始转向东，这一段大约有130千米长，在它的终点沱沱河宽20米，深三米，已经有相当大的规模。在这里青藏公路跨过沱沱河。这座长江源大桥被看作是长江上的第一座桥。在离发源地375千米处沱沱河宽30米，改名为通天河。